# 李斌 (1916年)
李斌（1916年—1967年3月17日），原名李绶宝，男，安徽合肥人，中华人民共和国政治人物，曾任四川省人民委员会副省长，第三届全国人大代表。